# Bois-d'Ennebourg
Bois-d'Ennebourg is een gemeente in het Franse departement Seine-Maritime (regio Normandië) en telt 488 inwoners (2004). De plaats maakt deel uit van het arrondissement Rouen.

## Geografie
De oppervlakte van Bois-d'Ennebourg bedraagt 7,1 km², de bevolkingsdichtheid is 68,7 inwoners per km².
De onderstaande kaart toont de ligging van Bois-d'Ennebourg met de belangrijkste infrastructuur en aangrenzende gemeenten.

## Demografie
Onderstaande figuur toont het verloop van het inwonertal (bron: INSEE-tellingen).